# Fatou Jallow (Schönheitskönigin)
Fatou „Toufah“ Jallow (Fatou A. Jallow, geb. am 19. April 1996 in Soma) ist eine gambische Schönheitskönigin und Frauenrechtsaktivistin. Bekannt wurde sie durch ihre Vorwürfe, der gambische Präsident Yahya Jammeh habe sie 2014 vergewaltigt.

## Leben
Jallow gehört der Volksgruppe der Fulbe an. Ihre Eltern sind Alpha Jallow und Awa Saho. Ihr Vater war mit drei Frauen verheiratet. Sie besuchte die Nusrat Senior Secondary School bis zur 12. Klasse.
Im Juli 2014 gewann sie einen Schönheitswettbewerb anlässlich des 22. Juli (Miss July 22nd Beauty and Scholarship Pageant), an dem sich Yahya Jammeh zwanzig Jahre zuvor an die Macht geputscht hatte. Hierdurch erhielt sie zugleich ein Bildungsstipendium. Zu diesem Zeitpunkt war sie 18 Jahre alt.
Im September 2014 begann sie am Gambia College in Brikama ein Lehramtsstudium.
Einem Medienbericht von Kibaroo News vom Juni 2015 zufolge wurde sie zu diesem Zeitpunkt seit mehreren Wochen vermisst, nachdem sie zuvor zwei Monate unter Hausarrest gestanden hatte. In der Zeit nach dem Wettbewerb habe Jammeh sie wiederholt sexuell bedrängt und versucht, sie mit Geschenken gefügig zu machen. Sie sei der Meldung zufolge mehrfach gegen ihren Willen zu Jammeh gebracht worden und dieser habe mehrfach öffentlich kundgetan, dass er Jallow heiraten wolle, was sie abgelehnt habe.
Wie Jallow 2019 erläuterte, war sie am 22. oder 23. Juli 2015 über die Grenze nach Dakar (Senegal) geflohen, wo sie sich an Menschenrechtsorganisationen gewandt hatte. Am 6. August 2015 erhielt sie Asyl in Kanada und lebt seitdem in Toronto. Dort absolvierte sie eine Therapie und studierte Soziale Arbeit. Um 2019 arbeitete sie als Kundenberaterin für ein Telekommunikationsunternehmen und engagierte sich in einem Frauenhaus. Sie gründete die Toufah Foundation, eine Stiftung, die Überlebende von sexuellem Missbrauch psychosozial unterstützt und dafür kämpft, dass Täter zur Rechenschaft gezogen werden.
Ende 2021 publizierte sie ihre Autobiografie.

### Vergewaltigungsvorwürfe
Ende Juni 2019 machte sie gegenüber den Menschenrechtsorganisationen Human Rights Watch und TRIAL ihre Erlebnisse öffentlich, Jammeh habe sie vergewaltigt. Außer Jallow sagten noch zwei weitere Personen aus, die jedoch anonym blieben. Die Nennung von Jallows Namen erfolgte auf ihren Wunsch, um andere Frauen dazu zu animieren, von solchen Erlebnissen zu berichten.
Nach dem Gewinn des Wettbewerbs im Dezember 2014 sei sie in den folgenden Monaten mehrfach zu Jammeh eingeladen worden.
Jammeh sei mehrfach aufdringlich gewesen, habe ihr Geschenke gemacht und Geld gegeben. Nach ihrer Aussage habe sie 50.000 Dalasi und später erneut 200.000 Dalasi erhalten. Auch habe er das Haus ihrer Eltern an die Wasserversorgung anschließen lassen. Schließlich habe er ihr einen Heiratsantrag gemacht. Als sie diesen abgelehnt habe, sei sie im Juni 2015 zu einer religiösen Zeremonie eingeladen, jedoch zu Jammehs Wohnung gebracht und dort vergewaltigt worden.

### Reaktionen
Jammeh selbst gab keine Stellungnahme zu den Vorwürfen ab. Ousman Rambo Jatta, Parteifunktionär der von Jammeh gegründeten APRC, bezeichnete die Anschuldigungen als Lüge. Jammeh sei gottesfürchtig und stets respektvoll gegenüber Frauen. Ebenso bestritt ein damaliger Fahrer Jammehs sexuelle Übergriffe.
Der gambische Justizminister und Generalstaatsanwalt Abubacarr Tambadou und Salieu Taal, Präsident der Gambia Bar Association (GBA), nannten ihre Aussagen mutig und forderten andere, die ähnliches unter Jammeh erlebt hatten, auf, ihre Erlebnisse öffentlich zu machen. Dem schloss sich die Frauenrechtsorganisation Female Lawyers Association Gambia (FLAG) an. Tatsächlich sollen in den folgenden Tagen weitere Vorwürfe gegen ranghohe Politiker angezeigt worden sein.
Am 4. Juli 2019 kam es zu einer Demonstration von mehreren hundert Menschen auf der Kairaba Avenue.
Im September 2019 bezeichnete der Interimsvorsitzende der Partei, Fabakary Jatta, die Vorwürfe als erlogen. Jallow solle Jammeh eher für die finanzielle Unterstützung dankbar sein als seinen Ruf beschädigen zu wollen. Jallow wies dies zurück.
Am 31. Oktober 2019 sagte sie vor der Truth, Reconciliation and Reparations Commission zur Aufarbeitung der Regierungszeit Jammehs aus und wiederholte und präzisierte ihre Vorwürfe.
Im Dezember 2022 zeichneten die Außenministerinnen Frankreichs und Deutschlands Fatou Jallow in Anerkennung ihres Mutes, mit dem sie „die #metoo-Bewegung in Gambia“ inspiriert habe, sowie für ihre Aktionen als Frauenrechtsaktivistin mit dem Deutsch-Französischen Preis für Menschenrechte und Rechtsstaatlichkeit aus.